# Comuna Căinarii Vechi, Soroca
Comuna Căinarii Vechi este o comună din raionul Soroca, Republica Moldova. Este formată din satele Căinarii Vechi (sat-reședință) și Floriceni.

## Demografie
Conform datelor recensământului din 2014, comuna are o populație de 2.672 de locuitori. La recensământul din 2004 erau 3.262 de locuitori.

## Administrație și politică
Componența Consiliului local Căinarii Vechi (11 consilieri), ales la 5 noiembrie 2023, este următoarea:
|  | Partid                                       | Consilieri | Componență | Componență | Componență | Componență | Componență | Componență | Componență | Componență | Componență | Componență |
|  | -------------------------------------------- | ---------- | ---------- | ---------- | ---------- | ---------- | ---------- | ---------- | ---------- | ---------- | ---------- | ---------- |
|  | Partidul Socialiștilor din Republica Moldova | 10         |            |            |            |            |            |            |            |            |            |            |
|  | Partidul Acțiune și Solidaritate             | 1          |            |            |            |            |            |            |            |            |            |            |